# Acomoptera difficilis
Acomoptera difficilis är en tvåvingeart som först beskrevs av Dziedzicki 1885.  Acomoptera difficilis ingår i släktet Acomoptera, och familjen svampmyggor. Arten är reproducerande i Sverige.